# سدیم آرسنیت
سدیم آرسنیت (به انگلیسی: Sodium arsenite) با فرمول شیمیایی NaAsO۲ یک ترکیب شیمیایی است. که جرم مولی آن ۱۲۹٫۹۱ g/mol می‌باشد. شکل ظاهری این ترکیب، جامد بی رنگ است.